# دانشگاه علوم پزشکی جیرفت
دانشگاه علوم پزشکی جیرفت به عنوان بزرگترین  واحد دانشگاهی علوم پزشکی در جنوب استان کرمان دانشگاهی است زیر نظر وزارت بهداشت، درمان و آموزش پزشکی واقع در شهر جیرفت می‌باشد. این دانشگاه در سال ۱۳۸۷ با ارتقا دانشکده علوم پزشکی جیرفت تأسیس شد و مسئول ارائه خدمات بهداشتی درمانی به جمعیتی بیش‌از یک میلیون نفر در شهرستان های جیرفت، کهنوج، رودبار جنوب، فاریاب، عنبرآباد، منوجان،
قلعه گنج و جازموریان  در جنوب استان کرمان است.

## تاریخچه
در سال ۱۳۶۷ دانشکده پرستاری و مامایی جیرفت تحت نظر دانشگاه علوم پزشکی کرمان تأسیس گردید. این دانشکده در سال ۱۳۸۸ از دانشگاه علوم پزشکی کرمان منفک شد و به عنوان دانشکده علوم پزشکی جیرفت به فعالیت خود ادامه داد. با تصویب شورای گسترش دانشگاه‌های علوم پزشکی کشور در سال ۱۳۸۹، دانشکده علوم پزشکی جیرفت به دانشگاه ارتقا یافت. بیمارستان‌های امام خمینی، بیمارستان تخصصی زنان آیت‌الله کاشانی، بیمارستان خصوصی قائم، بیمارستان ۱۲ فروردین کهنوج، بیمارستان شهدای قلعه گنج، بیمارستان سیدالشهدای رودبار و بیمارستان امام حسین  منوجان تحت نظر این دانشگاه در حال خدمت رسانی به ساکنین جنوب استان کرمان می‌باشند. این دانشگاه در سامانه علم سنجی دانشگاه های علوم پزشکی کشور، جزو دانشگاه های نوپا بحساب آمده و حائز رتبه ی 39 کشوری می باشد.

## دانشکده‌ها
- دانشکده پزشکی
- دانشکده بهداشت
- دانشکده پیراپزشکی
- دانشکده پرستاری و مامایی

## دانشکده پزشکی
این دانشکده در سال 1388 با پذیرش 26 دانشجو کار خود را آغاز کرد.این دانشکده مجهز به آزمایشگاه های بیوشیمی ، بافت شناسی ، میکروب شناسی ، قارچ شناسی ، انگل شناسی ، فیزیولوژی ، ایمونولوژی و سالن تشریح و سالن مولاژ است . دو بیمارستان آیت الله خمینی . آیت الله کاشانی مستقیما تحت نظارت این دانشکده قرار دارند .
```
روسای دانشکده پزشکی از سال تاسیس تا کنون (1397)
```

دکتر رسول هاشمی=	    مهر 1392 الی خرداد 1393
دکتر رضا گدری=           خرداد 1393 الی بهمن 1393
دکتر هدیه عسکرپور=	  اسفند 1393 الی آبان1395
دکتر امین سعیدی=	  آبان1395 الی مهر 1396
دکتر نادر پورجمالی=	 مهر 1396 تا مهر 1397
دکتر سینا حیدری=	     مهر 1397 تا مهر 1399
دکتر  فاطمه میر رشیدی 
دکتر احسان گروهی 
دکتر اسماء افشار منش      اکنون